# Białousy (gromada)
Białousy – dawna gromada, czyli najmniejsza jednostka podziału terytorialnego Polskiej Rzeczypospolitej Ludowej w latach 1954–1972.
Gromady, z gromadzkimi radami narodowymi (GRN) jako organami władzy najniższego stopnia na wsi, funkcjonowały od reformy reorganizującej administrację wiejską przeprowadzonej jesienią 1954 do momentu ich zniesienia z dniem 1 stycznia 1973, tym samym wypierając organizację gminną w latach 1954–1972.
Gromadę Białousy z siedzibą GRN w Białousach utworzono – jako jedną z 8759 gromad – w powiecie sokólskim w woj. białostockim, na mocy uchwały nr 22/V WRN w Białymstoku z dnia 4 października 1954. W skład jednostki weszły obszary dotychczasowych gromad Białousy, Sitkowo, Łubianka, Podłubianka, Soroczy Mostek i Ostrynka ze zniesionej gminy Janów w tymże powiecie. Dla gromady ustalono 13 członków gromadzkiej rady narodowej.
31 grudnia 1959 do gromady Białousy przyłączono wieś Teolin oraz kolonie Sosnowe Bagno, Cimoszka i Stoczek ze zniesionej gromady Teolin oraz wsie Ostra Góra i Długi Ług ze zniesionej gromady Ostra Góra.
Gromadę Białousy zniesiono 1 stycznia 1972, a jej obszar włączono do gromad Bombla (Sitkowo), Janów (Białousy, Łubianka, Podłubianka, Ostrynka, Śoroczy Mostek, Sosnowe Bagno i Teolin) i Korycin (Długi Ług).